# 와우해커
와우해커(WOWHACKER)는 1998년에 설립된 대한민국의 해커그룹이다.
2008년 코드게이트 컨퍼런스의 일부 세션 진행과 국제해킹방어대회의 운영을 와우해커에서 맡은 적이 있다.

## 수상 실적
- 2008년 데프 콘 대회에서 'WOWHACKER'라는 팀명으로 출전, 8위를 기록하였다.[2][3]

- 2009년 데프 콘 예선 대회에 'WOWHACKER'라는 팀명으로 출전, 미국 라스베가스 본선 진출[4]

- 2012년 데프 콘 예선 대회에 'WOWHACKER-PLUS'라는 팀명으로 출전, 미국 라스베가스 본선 진출[5]

- 2013년 데프 콘 예선 대회에 'WOWHACKER-B1OS'라는 팀명으로 출전, 미국 라스베가스 본선 진출[6]

- 2014년 데프 콘 예선 대회에 '[SEWorks]penthackon'라는 팀명으로 출전, 미국 라스베가스 본선 진출[7]

## 저작
- 2008년 보안 해킹 기술을 담은 전문서적 와우스토리 출간, 서점에서 팔지 않고 와우해커의 와우스토리 판매소에서 직접 판매 한다.

## 같이 보기
- 널루트
- 비스트랩
- 에스이웍스